# Luc Leblanc
Luc Leblanc (ur. 4 sierpnia 1966 w Limoges) – francuski kolarz szosowy mistrz świata.

## Kariera
Największy sukces w karierze Luc Leblanc osiągnął w 1994 roku, kiedy zdobył złoty medal w wyścigu ze startu wspólnego podczas mistrzostw świata w Agrigento. W zawodach tych wyprzedził bezpośrednio Włocha Claudio Chiappucciego oraz swego rodaka Richarda Virenque. Był to jednak jedyny medal wywalczony przez niego na międzynarodowej imprezie tej rangi. Na rozgrywanych dwa lata wcześniej mistrzostwach świata w Benidorm w tej samej konkurencji był ósmy. Ponadto wygrał między innymi GP Ouest-France w 1988 roku, Grand Prix de Wallonie i Tour du Haut-Var w 1990 roku, Grand Prix du Midi libre w 1992 roku, a pięć lat później był najlepszy w Giro del Trentino. Kilkakrotnie startował w Tour de France, wygrywając po jednym etapie w latach 1994 i 1996. W klasyfikacji generalnej zajął między innymi czwarte miejsce w 1994 roku, piąte w 1991 roku i szóste w 1996 roku. W 1994 roku był też szósty w klasyfikacji generalnej i najlepszy w klasyfikacji górskiej Vuelta a España, a cztery lata później zajął 34. miejsce w Giro d’Italia. Nigdy nie wystąpił na igrzyskach olimpijskich. W 1998 roku zakończył karierę.
W 2000 roku przyznał się do stosowania dopingu w formie EPO.

## Najważniejsze osiągnięcia
- Mistrz świata: 1994
- Mistrz Francji: 1992
- Vuelta a España: 1994 - Król gór
- Grand Prix Ouest France-Plouay: 1988
- Midi Libre: 1992
- GP de Wallonie: 1990
- Tour of Haut-Var: 1990
- Tour of Trentin: 1997

### Tour de France
- 1996: 6, wygrał 7 etap
- 1994: 4, wygrał 11 etap
- 1991: 5, lider po 12 etapie